# Wiktor Komarow
Wiktor Nojewicz Komarow (ros. Ви́ктор Но́евич Комаро́в; ur. 1926, zm. 18 marca 2001 roku w Moskwie) – radziecki pisarz i dziennikarz. Autor fantastyki. Członek Związku Pisarzy ZSRR. Wchodził w skład zespołu pisarzy tworzących wspólnie pod pseudonimem Paweł Bagriak. 

## Wybrana twórczość
- Na tropie tajemnicy[1] (По следам неведомого) – powieść fantastyczno-naukowa (razem z Ariadną Gromową)

## Literatura
- Ariadna Gromowa, Wiktor Komarow, Na tropie tajemnicy, tł. z ros. Adam Galis, Wydawnictwo Iskry, 1965.